# Níkos Tsiantákis
Níkos Tsiantákis (en grec : Νίκος Τσιαντάκης) est né le 20 octobre 1963. C'est un joueur de football international grec ayant joué 47 fois pour son pays.

## Carrière

### Débuts
Tsiantákis débute sous le maillot de l'Atromitos en 1984; il n'y reste qu'une saison avant de s'envoler pour le Panionios où il fera des débuts prometteurs avec 26 matchs pour 3 buts lors de la saison 85-86 et affichera les mêmes statistiques lors de la saison 86-87.

### Olympiakos
La saison 87-88 commence et Tsiantákis joue 9 matchs avant de partir pour l'Olympiakos. Il joue 17 matchs dans l'année 1988 pour Le Pirée mais ne remporte pas de titre. Il faut attendre la saison 1989-1990 pour que Tsiantákis puisse lever un trophée; ce sera celui de la Coupe de Grèce et réussira à remporter cette coupe une deuxième fois en 1991-1992.
L'Olympiakos patine en championnat et n'arrive pas à s'approcher du titre de champion, Níkos joue la quasi-totalité des matchs de la saison mais n'arrive pas à inscrire une ligne à son palmarès qui serait la consécration de sa carrière.
Tsiantákis participe à la Coupe du monde 1994 avec la Grèce mais n'arrive pas à montrer son talent dans les 66 minutes qu'il jouera. Il revient à l'Olympiakos dès la fin du Mondial mais après avoir joué son premier match de la saison, il est transféré à l'Aris FC et joue 27 matchs pour 4 buts. Il quitte l'Aris pendant la saison 95-96 et rejoint le Ionikos où il ne restera que deux saisons. Il fera ensuite un passage à l'OFI Crète et par l'Ethnikos Asteras avant de terminer sa carrière.

## Palmarès
- Coupe de Grèce de football: 1989-1990; 1991-1992 (2 fois)